# Капри (брюки)

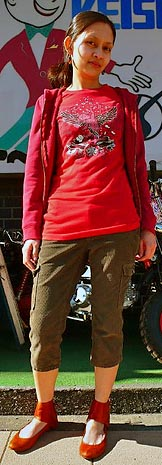
Женщина в капри

Ка́при (итал. Il pinocchietto) — короткие брюки, длиной примерно до середины голени. Носятся преимущественно женщинами. Современные женские капри впервые появились в конце 1940-х годов на итальянском острове Капри. Считается, что изобретателем коротких женских брюк была проживавшая на острове немецкий дизайнер Соня де Леннарт, и её идеи были впоследствии подхвачены другими дизайнерами. Капри считались модными в 1950-х и 1960-х годах. Вновь обрели популярность в начале XXI века.